# Distritos de Copenhague
Los distritos de Copenhague suelen basarse en designaciones informales relacionadas con orígenes históricos, a menudo con nombres alternativos y límites poco definidos. El municipio de Copenhague está dividido en 10 distritos administrativos oficiales, pero estas divisiones comprenden zonas de carácter heterogéneo que, de manera informal, no se consideran un distrito. Algunos distritos han sido anteriormente subdivisiones oficiales y, por tanto, tienen límites no oficiales. Las designaciones de los códigos postales de Copenhague suelen corresponderse con los límites de los distritos, pero difieren en algunos casos; por ejemplo, partes del centro de la ciudad tienen el código postal København V, que suele asociarse con Vesterbro.

## Distritos oficiales

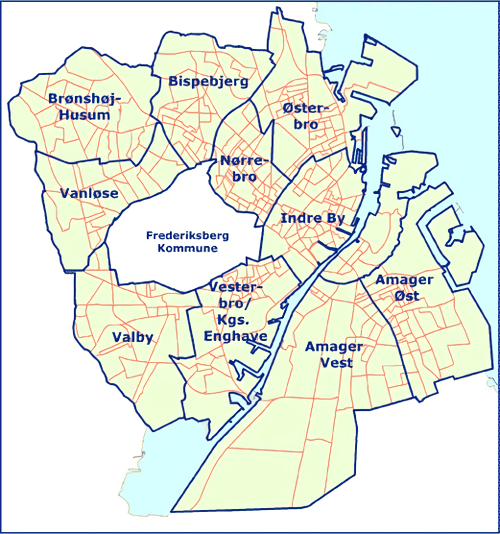
Los diez distritos de Copenhague que rodean Frederiksberg

El municipio de Copenhague tiene diez distritos administrativos oficiales.  Ellos son: Indre By, Vesterbro/Kongens Enghave, Nørrebro, Østerbro, Amager Øst, Amager Vest, Valby, Bispebjerg, Vanløse y Brønshøj-Husum .
Los distritos cumplen funciones administrativas, estadísticas y fiscales, pero no son boroughs, ya que no son subdivisiones autónomas, electorales o legislativas.

## Distritos -bro
En Copenhague, los distritos -bro (en danés, brokvarterer) se refieren a un anillo de densos barrios residenciales que rodean el centro de la ciudad y llamados así por su sufijo común -bro. Los distritos -bro incluyen Vesterbro, Nørrebro, Østerbro y Amagerbro, en la parte más septentrional de Amager. La parte interior de Frederiksberg, aunque es un municipio independiente y no comparte el mismo sufijo, también se considera a menudo un distrito -bro.
Se desarrollaron en la segunda mitad del siglo XIX y principios del XX, tras la liberación de la línea de demarcación de las antiguas fortificaciones de la ciudad y el desmantelamiento de estas.
The four -bro districts correspond to the four former city gates Vesterport, Nørreport, Østerport and Amagerport, outside which they rose.
A través de cada distrito -bro discurre una calle -bro (en danés: Brogade): Vesterbrogade, Nørrebrogade, Østerbrogade y Amagerbrogade. Se extienden desde la ubicación de las antiguas puertas de la ciudad y solían ser caminos rurales, que conducían dentro y fuera de la ciudad, pero a medida que los nuevos distritos crecían, se urbanizaron y se convirtieron en concurridas calles comerciales.

## Otros distritos y barrios
Copenhague está dividida en otros muchos distritos, barrios y zonas informales, algunos de los cuales están bien definidos por fronteras geográficas o históricas y otros no.

### Indre By
Lado de Selandia
- Middelalderbyen
  - Barrio Latino
- Nueva Copenhague
  - Estadio Frederiksstad
  - Nyboder
- Gammelholm
- Slotsholmen
- Nørrevold, Østervold y Vestervold

Lado de Amager
- Christianshavn
  - Plaza de Asia
  - Plaza Wilders
  - Plaza Krøyers
  - Muelle del Atlántico Norte
- Holmen

### Amager
- Amager Este
  - Amagerbro
  - Sundbyøster
- Amager Oeste
  - Islands Brygge
  - Ørestad
  - Sundbyvester
    - Eberts Villaby

### Vesterbro
- El distrito Meatpacking
- Humleby
- Carlsberg
- Kalvebod Brygge
- Havneholmen

### Kongens Enghave
- Sydhavnen
  - Sluseholmen
  - Teglholmen

### Valby
- Vigerslev

### Østerbro
- Plaza América
- Nordhavn
- Ryparken
- Søndre Frihavn